# 八千街道
八千镇，是中华人民共和国辽宁省锦州市凌海市下辖的一个乡镇级行政单位。原为西八千乡，2012年撤乡设镇（辽政[2012]297号文件发布）。

## 行政区划
西八千乡下辖以下地区：
喜鹊村、地号村、治安村、陈家村、南八千村和西八千村。